# Ohmenheim

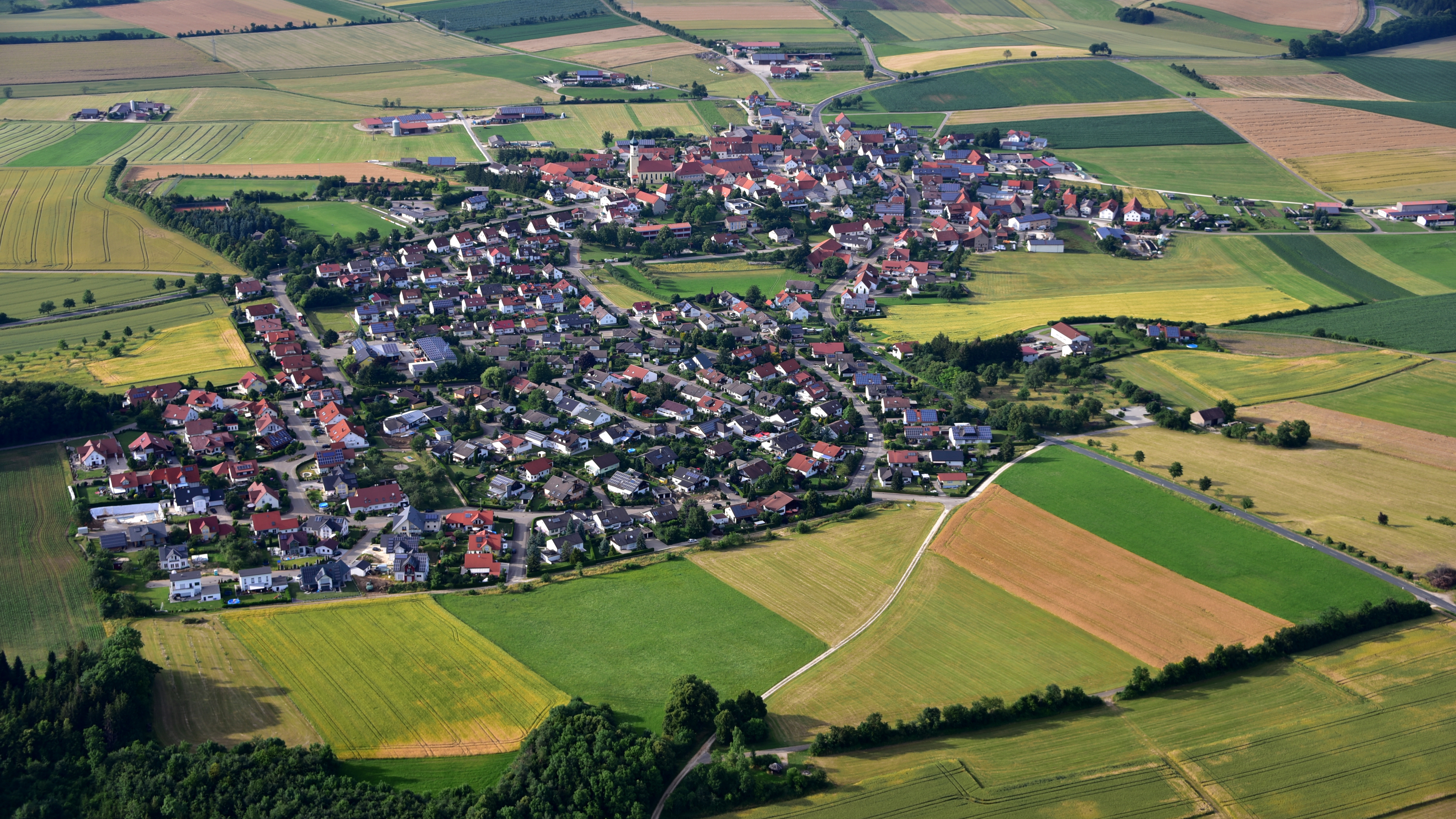
Ohmenheim, Luftaufnahme (2016)

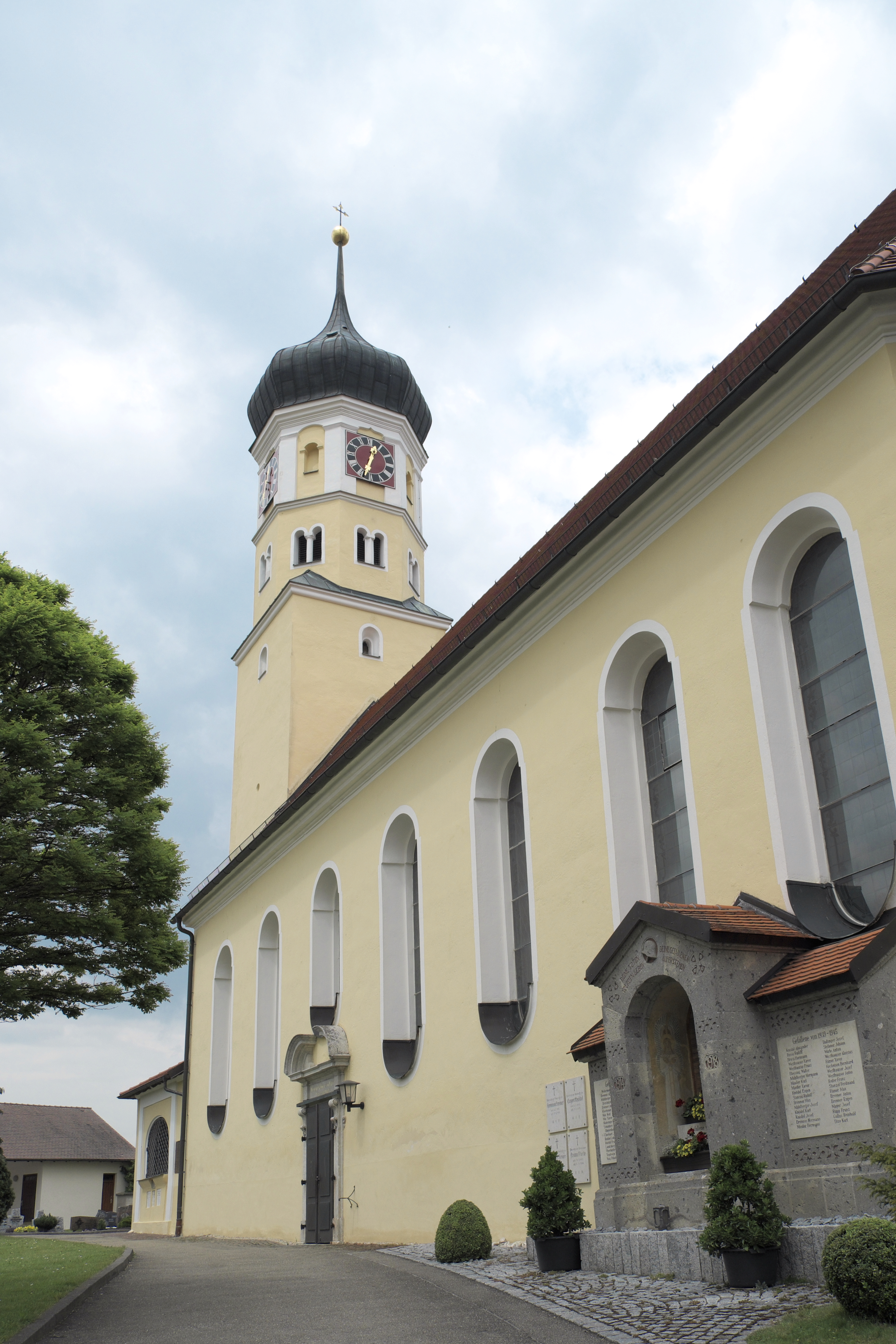
Katholische Pfarrkirche St. Elisabeth

Ohmenheim (schwäbisch: „Omna“) ist ein Stadtteil von Neresheim im baden-württembergischen Ostalbkreis. Zu Ohmenheim gehört Dehlingen.

## Lage und Verkehrsanbindung
Ohmenheim liegt nordöstlich des Stadtkerns von Neresheim unweit der östlich verlaufenden Landesgrenze zu Bayern an der B 466.
Der Ort liegt auf dem Härtsfeld, einer Hochfläche im Osten der Schwäbischen Alb.

## Geschichte
Ohmenheim wurde erstmals 1144 als Ummenheim erwähnt. Zu dieser Zeit war Ohmenheim bereits Sitz einer über das ganze Härtsfeld verbreiteten Pfarrei, möglicherweise einer Urpfarrei. Im 13. Jahrhundert taucht eine Ortsadelsfamilie auf, die möglicherweise ein Zweig der staufischen Ministerialen von Höchstädt waren. Neben diesen hatten auch die Adelsfamilien von Oettingen, von Dillingen, von Heubach und von Zipplingen Besitz am Ort, ehe der Ort fast ganz an das Kloster Neresheim kam. 1764 kam der Neresheimer Besitz an die Grafschaft Oettingen. 1806 fiel der Ort an das Königreich Bayern und 1810 an das Königreich Württemberg.
Im Jahr 1727 malte Johann Michael Zink in der Pfarrkirche Ohmenheim die Deckenfresken.
Der einst selbständige Ort Ohmenheim wurde am 1. Januar 1975 nach Neresheim eingemeindet.

## Politik

### Ortschaftsrat
Zur Kommunalwahl am 26. Mai 2019, zu der 961 Personen wahlberechtigt waren, wurden in Ohmenheim 10 Ortschaftsräte gewählt:
| Wählergemeinschaften | Wählergemeinschaften | % 2019 | Sitze 2019 |        | % 2014 | Sitze 2014 |
| AL                   | Allgemeine Liste     | 46,0   | 5          | 61,0   | 6      |            |
| BL                   | Bürgerliste          | 54,0   | 5          | 39,0   | 4      |            |
| Gesamt               | Gesamt               | 100    | 10         | 100    | 10     |            |
| Wahlbeteiligung      | Wahlbeteiligung      | 61,3 % | 61,3 %     | 51,5 % | 51,5 % |            |

### Wappen
| Wappen der früheren Gemeinde Ohmenheim | Blasonierung: „In Gold auf grünem Boden eine grüne Tanne, deren Stamm von einem roten Gitterzaun überdeckt ist.“                                                               |
| Wappen der früheren Gemeinde Ohmenheim | Wappenbegründung: Bereits im ersten Drittel des 19. Jahrhunderts benutzte das Bürgermeisteramt von Ohmenheim ein Prägesiegel, das einen von einem Zaun geschützten Baum zeigt. |

## Kulturdenkmäler
- Katholische Pfarrkirche St. Elisabeth
- Katholischer Pfarrhof
- Wegkapelle
- Gasthof „Zur Kanne“
- Sogenanntes Kautzerhaus, ehemalige Mühle

## Söhne und Töchter
- Karl Borromäus von Hohl (1825–1899), Jurist und Politiker